# Préchac (Hautes-Pyrénées)
Préchac település Franciaországban, Hautes-Pyrénées megyében. Lakosainak száma 240 fő (2022. január 1.). Préchac Ayros-Arbouix, Beaucens, Lau-Balagnas, Artalens-Souin és Adast községekkel határos.

## Népesség
A település népességének változása:
| Lakosok száma | 233  | 227  | 235  | 230  | 232  | 234  | 239  | 240  | 240  |
|               | 2013 | 2015 | 2016 | 2017 | 2018 | 2019 | 2020 | 2021 | 2022 |